# Дитрих III фон Мандершайд-Бланкенхайм
Дитрих III фон Мандершайд-Бланкенхайм (на немски: Dietrich III von Manderscheid-Blankenheim; * ок. 1420; † 10 февруари или 20 февруари 1498) е граф на Мандершайд (1457 – 1488), господар на Бланкенхайм (1469 – 1488), Шлайден, Юнкерат, Кайл и Даун.
Той е син на граф Дитрих II фон Мандершайд, господар на Даун († 1469) и съпругата му Ирмгард фон Даун-Брух († 1456), дъщеря на Дитрих V 'Млади', господар на Даун-Брух († 1410) и Луция фон Даун († сл. 1409). Племенник е на Улрих фон Мандершайд († 1436), архиепископ на Трир.
През 1445 г. Дитрих III наследява чрез съпругата си голяма част от Шлайден и през 1451 г. след смъртта на нейната сестра целия Шлайден. През 1457 г. Дитрих III е издигнат от императора на имперски граф. През 1469 г. той наследява замък Бланкенхайм. През 1488 г. той разделя собствеността си между синовете си.

## Фамилия
Дитрих III се жени 1443 г. за Елизабет фон Шлайден-Бланкенхайм († пр. 7 февруари 1469), наследничка на Шлайден (1445 и 1451), дъщеря на Йохан II, господар на Шлайден († 1434) и Анна фон Бланкенхайм († 1444). Те имат децата:
- Куно (Конрад) I фон Мандершайд (* 1444; † 24 юли 1489), граф на Мандершайд-Шлайден, господар на Кроненбург-Нойербург (1488 – 1489), основава линията „Мандершайд-Шлайден“, женен I. ок. 1 октомври 1459 г. за графиня Валпургис фон Хорн-Алтона († 1476), II. на 28 май 1476 г. за графиня Мехтилд фон Вирнебург († сл. 1508)
- Йохан I (1446 – 1524), граф на Мандершайд-Бланкенхайм-Геролщайн (1488 – 1524), основава линията „Мандершайд-Бланкенхайм-Геролщайн“, женен 1473 г. за Маргарета фон Марк-д' Аренберг († 1542)
- Вилхелм (* 1447; † сл. 13 декември 1508), господар на Кайл и Даун (1488 – 1508), основава линията „Мандершайд-Кайл“, женен на 12 март/21 октомври 1470 г. за графиня Аделхайд фон Саарверден († сл. 1516)
- Ирмгард фон Мандершайд († сл. 1510)